# Hanns Wöhrl
Hanns Wöhrl (* 22. Dezember 1890 in Berghaselbach im Landkreis Freising;  1945 vermisst) war ein deutscher Landrat.

## Leben
Nach dem Besuch des  humanistischen Dom-Gymnasiums Freising und dem Abitur am Luitpold-Gymnasium München im Jahre 1911 studierte Wöhrl Rechtswissenschaften an der Ruprecht-Karls-Universität Heidelberg, der Ludwig-Maximilians-Universität München, der Humboldt-Universität zu Berlin und der Julius-Maximilians-Universität Würzburg. Er musste Kriegsdienst leisten und begann 1919 seinen juristischen Vorbereitungsdienst, nachdem er seine erste juristische Staatsprüfung abgelegt hatte. Das große Staatsexamen, damals Staatskonkurs, folgte am 17. Oktober 1921. Im Jahr darauf promovierte er in Würzburg mit der Dissertation „Die Wechselbereicherungsklage [Art. 83 WO]“  und kam als Regierungsassessor zur Regierung von Schwaben. Nach einer dreijährigen Tätigkeit als Bezirksamtmann in Naila schied er auf eigenen Wunsch aus der Verwaltung aus. Zum 1. Juni 1928 wurde er als Bezirksamtmann in Bad Neustadt an der Saale wieder eingestellt. 1933 wechselte er als Regierungsrat nach Ingolstadt und wurde am 30. Juli 1939 zum kommissarischen Landrat des Landkreises Waldmünchen ernannt. Am 23. Februar 1940 wurde er dort definitiv Landrat und erhielt am 15. August 1942 die Abordnung zum Reichsstatthalter Arthur Greiser im Wartheland, das 1939 durch die Besetzung Polens annektiert wurde.
Wöhrl gilt seit 1945 als vermisst.
Er war zum 1. Mai 1937 in die NSDAP eingetreten. Seit 1933 war er Mitglied der SA, wo er zuletzt Scharführer war.